# Komet LINEAR 46
Komet LINEAR 46 ali 222P/LINEAR je periodični komet z obhodno dobo okoli 4,8 let.

 Komet pripada Jupitrovi družini kometov. Spada tudi med blizuzemeljska telesa (NEO) .

## Odkritje
Komet so odkrili 7. decembra 2004 v programu LINEAR (Lincoln Near-Earth Asteroid Research).